# Salah-Eddine Gourmat
Salah-Eddine Gourmat, né le 16 décembre 1989 à Paris, est un membre de l'organisation État islamique tué par les forces américaines le 4 décembre 2016 à Raqqa (Syrie).
Il vivait à Malakoff (Hauts-de-Seine).
Il avait gravi les échelons au sein de l'EI. Il est jugé libre en France en 2014 pour tentative de se rendre en Syrie dans une entreprise alors présentée comme « ayant de faux airs de « pieds nickelés » tentés par la guerre sainte », puis finit par s'y rendre en mars 2014 en ne se présentant pas à l'audience qui le condamne à quatre ans de prison dont un ferme. 
Il figure dans un groupe de trois djihadistes tués le 4 décembre 2016 à Raqqa qui étaient membres du groupe de Boubaker El Hakim, un haut responsable français de l’EI lui-même tué par un drone le 26 novembre. Outre Salah-Eddine Gourmat, le trio était composé du Français Sammy Djedou et Walid Hamam, complice d'Abdelhamid Abaaoud dans la coordination de la cellule de Verviers. Ils étaient en relation avec le porte-parole et responsable des opérations extérieures de Daech Abou Mohammed al-Adnani jusqu’à son élimination en août 2016.